# Teorie demokracie
Teorie demokracie (řecky: demos = lid; kratein = vláda, tedy vláda lidu) je obor vědy, který se zabývá podstatou hodnot i funkčních zákonitostí obsahu a procesů demokracie.
Jako všechny obory obsahuje celou řadu jednotlivých teorií demokracie různých konceptů i východisek a samozřejmě i závěrů. Uvažování o různých formách a součástech demokracie od jejího počátku v 6. a 5. století př. n. l., kdy se v Řecku začaly rodit první demokratické obce, vedlo až po různé současné moderní koncepty a je provázeno vývojem představ o nejlepších a nejhorších podobách, formách a podmínkách demokracie, zformulovaných do těchto jednotlivých teorií.

## Klasifikace

### Typologie I. – základní
Teorie demokracie můžeme rozdělit na jednotlivé typy:
- Normativní teorie demokracie stanoví, jaké podmínky musí být společností dodrženy, aby se systém mohl nazývat demokratickým. Také definuje, co je ideálem demokracie.
- Empirická teorie demokracie se zabývá skutečnými, reálně existujícími formami demokracie ve světě. Porovnává jednotlivé demokratické formy společností navzájem, sleduje její vývoj v čase a snaží se zjistit sociální předpoklady k tomu, aby se mohla demokracie rozvinout a udržet. Někteří vědci ji taky označují jako realistickou teorii demokracie.
- Funkční teorie demokracie se nachází někde mezi normativní a empirickou teorií demokracie. Studuje především schopnost uplatnění demokratických ideálů v reálně existujících demokraciích.

### Typologie II. – podle části demokratického procesu
Teorie demokracie lze také rozdělit na základě toho, na jakou část politického procesu kladou důraz:
- Procesní teorie demokracie, které studují mechanizmy, prostředky, „vstupy“, jimiž lze naplnit. realizovat ideál vlády lidu ve společnosti.
- Výsledkové teorie demokracie se naopak zabývají úrovní demokratičnosti výsledného stavu, „výstupů“ politického procesu.

### Typologie III. – stratifikační
Teorie Stratifikace demokracie dle výkonu vlády lidu (exekutivy):
- Přímá demokracie, jednostupňová, v níž lid je svrchovaným tělesem a vykonává svou moc přímo sám bez zástupců.
- Nepřímá (zastupitelská, reprezentativní) demokracie, je taková forma vlády, v níž lid vykonává moc skrze své volené zástupce, případně prostřednictvím jimi volených zástupců (orgánů) u vícestupňové.

### Typologie IV. – podle oblasti
Dělení teorií demokracie dle oblasti:
- Politická demokracie – demokracie, v níž se rozhoduje primárně v politické oblasti, předně v rovině státu, ale také na nižší (místní) či vyšší (nadnárodní) úrovni.
- Sociální demokracie – demokracie, která je postavená na sociálním postavení jednotlivců, na obecných podmínkách jedinců ve společnosti.
- Ekonomická demokracie – může být chápána jako demokracie, ve které existuje téměř rovnost ekonomických podmínek a šancí jedinců v rámci společnosti, nebo jako demokracie, ve které existuje demokratická participace pracujících na řízení podniků.

### Typologie V. – podle zapojení občanů
Dělení teorií demokracie dle zapojení občanů ve správě státu:
- Participační demokracie (také participativní demokracie) – v níž se co největší množství jedinců a kolektivních subjektů podílí na co největším počtu rozhodnutí.
- Elitní demokracie – lid vládne jen díky aktu politických voleb, všechna ostatní rozhodování přináleží zvoleným elitám.

### Typologie VI. – podle zájmů
Dělení teorií demokracie dle zájmů ve společnosti:
- Pluralitní demokracie, v níž dochází k soutěžení velkého počtu dobře definovaných skupin, které zastávají partikulární zájmy, a které jsou oddělené od státu.
- Neokorporativní demokracie, která je založená na vzájemném propojení zájmových skupin se státem.
- Proximitní demokracie (též sousedská, místní demokracie) – představuje schopnost a možnost obyvatel regionu rozhodovat si o svých věcech sami, lokálně, být relativně soběstačný v řízení chodu společnosti (ekonomická, politická, sociální, finanční soběstačnost, případně i v zajištění obchodu a produkce klíčových komodit a služeb) a být na takovou soběstačnost připraven pro období krize a společenských otřesů. Proximitní demokracie vzdoruje některým externalitám globalizace a omezuje některé její aspekty, zejména globalizaci ekonomickou a finanční (volně podle J. Kellera) [1] Účast občanů na řízení místních veřejných služeb není jen místní tradicí nebo požadavkem "zdola", ale patří od konce 20. století mezi jeden z nových požadavků moderního demokratického státu. Protože se pravidelná či občasná volební účast na výběru těch, kdo spravují dané území, může zdát nedostatečná, zavádí v některých zemích zákonodárce opatření vedoucí k prohloubení místní demokracie. Proximitní demokracie spočívá ve značné míře na informacích, měla by fungovat uspořádaně a pokrývat širší oblast lokálního politického prostoru. Většinou se dotýká svobodného přístupu k informacím, možnosti se vjádřit k důležitým stavbám a ekologickým problémům (např. ke změnám urbanistického plánu), Významným prvkem jsou komunikačně–mediální kanály jako např. radniční [2] a další lokální periodika, lokální televize, obecní webové stránky. Významnýcm prvkem může být posílení pravomocí samosprávy jako i jejích jednotlivých členů a orgánů. Vedle řádně volené samosprávy mohou fungovat i místní referendum (jako poradní nebo rozhodující orgán), petiční hnutí, tzv. sousedská shromáždění [3] (známá např. v Argentině), obecní či obvodní rada starších (tradiční např. v Sýrii), obvodní dobrovolná rada složená z představitelů samosprávy, význačných místních osobností a zástupců občanských sdružení (Francie).

Typologií teorií demokracií je více.

## Pojetí demokracie podle významných myslitelů

### A. Řecké (antické) teorie demokracie:
1. Platónovo pojetí demokracie – demokracie v Athénách.
2. Aristotelovo pojetí demokracie – demokracie jako vláda mnohých.

### B. Moderní teorie demokracie:
1. Rousseauovo pojetí demokracie – moderní teorie přímé demokracie.
2. Demokracie podle de Tocquevillea – kritika masové demokracie.
3. Millovo pojetí demokracie – klasická liberální teorie zastupitelské demokracie.
4. Schumpeterovo pojetí demokracie – elitní teorie demokracie.